# طيران سريويجايا الرحلة 182
طيران سريويجايا الرحلة 182 (SJ182 / SJY182) كانت رحلة ركاب محلية مجدولة تشغلها شركة طيران سريويجايا من مطار سوكارنو هاتا الدولي، جاكرتا إلى مطار مطار سوباديو الدولي، بونتياناك. في 9 يناير 2021، اختفت الطائرة بعد أربع دقائق من المغادرة وأبلغ عنها في البداية على أنها مفقودة. بعدها أُعلن عن تحطمها قرب جزيرة لاكي وعلى متنها 62 شخصا.

## الطائرة
كانت الطائرة التي تعرضت للحادث من طراز بوينغ 737-500 عمرها 26 عامًا، مسجلة باسم (PK-CLC) وذات رقم إنتاج تسلسلي (MSN 27323). سُلمت الطائرة في الأصل إلى خطوط كونتيننتال الجوية في عام 1994، وفي عام 2010، دُمجت لفترة وجيزة في أسطول الخطوط الجوية المتحدة، في عام 2012 انضمت إلى أسطول طيران سريويجايا.

## الركاب وطاقم الطائرة
كانت الطائرة تنقل 56 راكبا على متنها، بينهم سبعة أطفال وثلاثة رضع. وطاقمها مكون من الكابتن عفوان ومساعده الضابط الأول دييغو ماماهيت وخمسة مضيفات، وكان الكابتن عفوان طيارًا سابقًا في سلاح الجو الإندونيسي. كان وزن الأمتعة المحمولة حوالي 500 كغم.
وأشار البيان الذي صدر إلى وجود ستة آخرين من أفراد الطاقم، بما في ذلك قبطان آخر وضابط أول على متن الطائرة.

## تفاصيل الرحلة

سرعة وارتفاع رحلة سريويجايا الجوية 182

مسار الرحلة الجوية سريويجايا رقم 182

كان من المقرر أن تقلع الطائرة من مطار سوكارنو هاتا الدولي في تانقيرانغ، بنتن، الساعة 13:25 بتوقيت غرب إندونيسيا (06:25 بالتوقيت العالمي) ، وكان من المقرر أن تصل إلى مطار سوباديو الدولي في بونتياناك، في كالمنتان الغربية في الساعة 15:50 بتوقيت غرب إندونيسيا (08:50 بالتوقيت العالمي). حدث الإقلاع الفعلي في الساعة 14:14 بالتوقيت المحلي.
كانت الرحلة 182 تتسلق إلى ارتفاع 13,000 قدم (4,000 م) عندما انحرفت فجأة إلى اليمين وبدأت في مرحلة غطس هوائي. أظهرت بيانات الرحلة على موقع (AirNav Radarbox)، أن الطائرة انخفض ارتفاعها بسرعة خلال مرحلة الصعود من 10,900 قدم (3,300 م) إلى 7,650 قدم (2,330 م) الساعة 07:40 بالتوقيت العالمي. فيما أظهر موقع فلايت رادار 24 أنه بعد أربع دقائق من الإقلاع، انخفضت الطائرة بمقدار 10,000 قدم (3,000 م) في أقل من دقيقة. وكان آخر اتصال لها مع مراقبة الحركة الجوية في الساعة 14:40 بالتوقيت المحلي (07:40 بالتوقيت العالمي). وبحسب ما ورد سقطت الطائرة فوق بحر جاوة.

## عمليات البحث والإنقاذ

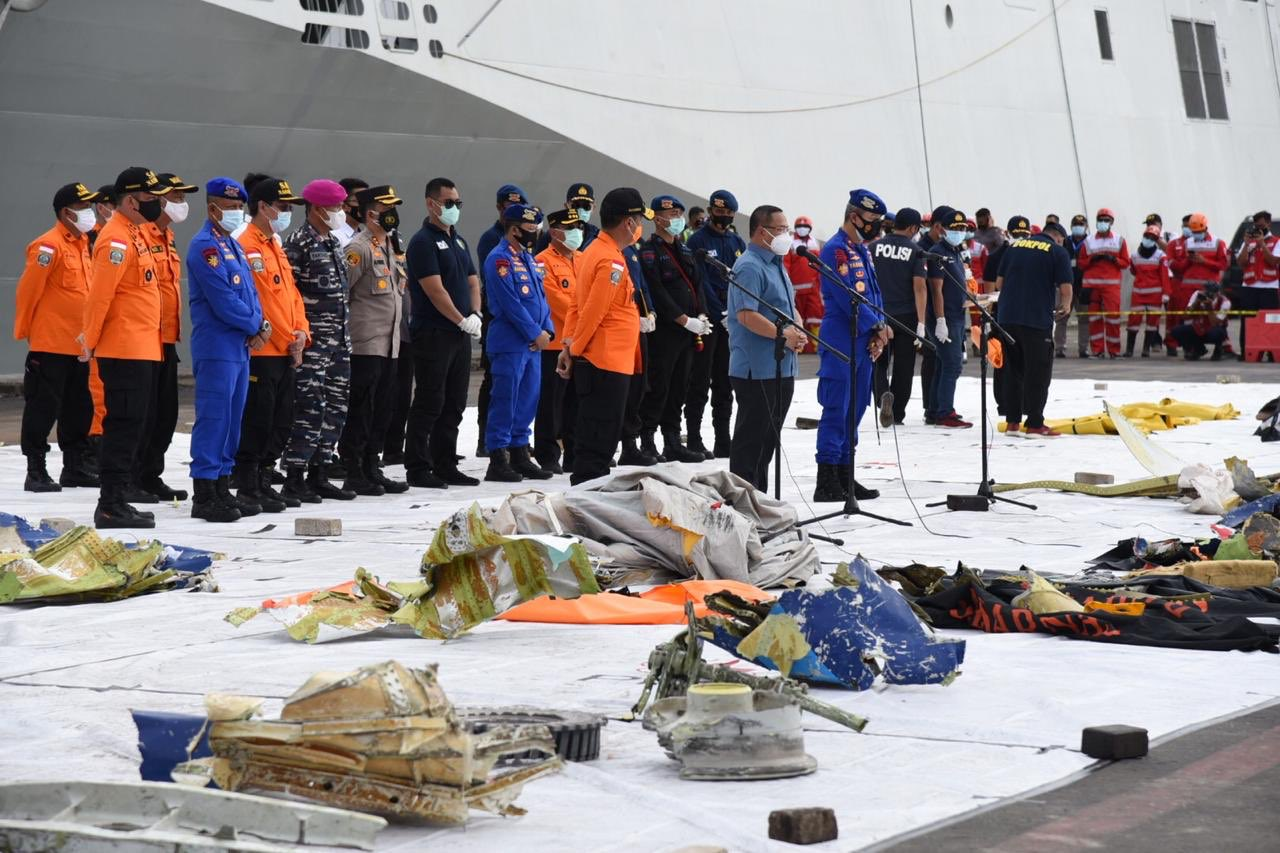
حطام تم انتشاله من موقع تحطم طائرة سريويجايا

وردت عدة روايات من شهود عيان، حيث أفاد صياد محلي أن الطائرة تحطمت على بعد 14 م (46 قدم) فقط من موقعه، وذكر أن الطائرة انفجرت في الجو وسقطت قطعة من الطائرة المشتعلة في البحر وكادت شظايا متساقطة منها تصطدم بسفينته. في غضون ذلك، سمع مواطنو مقاطعة بولاو سيريبو قرب مكان تحطم الطائرة دوي انفجارين، وكانت السماء تمطر في المنطقة في ذلك الوقت. قُدم التقرير الأول عن تحطم طائرة في جزر الألف في الساعة 14:30 بالتوقيت المحلي، حيث ذكر صياد أن طائرة تحطمت وانفجرت في البحر. حوالي الساعة 16:00 بالتوقيت المحلي، نسق شهود عيان مع رجال الإطفاء للبحث عن الطائرة. كما أفاد ريجنسي جزر الألف، جونيدي، أن شيئًا ما سقط وانفجر في جزيرة لاكي.
ذكر رئيس وكالة البحث والإنقاذ الوطنية أن موقع تحطم الطائرة كان على بعد 11 nmi (20 كـم؛ 13 ميل) من مطار سوكارنو هاتا الدولي. وأفاد موظفو سفينة تابعة لوزارة النقل أنه انتشل أجزاء من الجسم وشظايا من الملابس والإلكترونيات والممتلكات الشخصية والحطام من البحر في المياه القريبة من جزر الألف، مع الإبلاغ عن وقود الطائرات أيضًا حول الموقع. يبلغ عمق المياه بالقرب من موقع الانهيار المحتمل حوالي 15–16 م (49–52 قدم). قامت الوكالة الوطنية للبحث والإنقاذ على الفور بنشر أفراد في موقع التحطم، بينما أقامت الشرطة الوطنية الإندونيسية ووزارة النقل مراكز أزمات في مرفأ جاكارتا. ومطار سوكارنو هاتا الدولي على التوالي. نشرت القوات البحرية الإندونيسية عددًا من السفن لعمليات البحث والإنقاذ، بالإضافة إلى المروحيات وأفراد KOPASKA (ضفادع بشرية).
اطّلع الرئيس الإندونيسي جوكو ويدودو على الفور على الحادث، وأمر بالتنسيق الكامل في عملية البحث والإنقاذ، وبعث بالتعازي لأقارب الركاب وأفراد الطاقم.
ذكرت اللجنة الوطنية الإندونيسية لسلامة النقل (NTSC) أنها سترسل سفينة أبحاث للمساعدة في عمليات البحث والإنقاذ، وكانت السفينة قد شاركت سابقًا في عمليات البحث والإنقاذ لحوادث طيران متعددة، بما في ذلك رحلة ليون إير 610 وطيران آسيا الرحلة 8501 التي تحطمت في بحر جاوة أيضًا. في غضون ذلك، نشرت البحرية الإندونيسية سبع سفن وغواصين من القيادة الإقليمية البحرية الأولى للمساعدة في عملية البحث والإنقاذ. بعد فترة وجيزة، ذكرت BASARNAS أنه لم يكتشف أصوات جهاز إرسال محدد مواقع الطوارئ (ELT) بالطائرة. أُعلن عن موقع التحطم الدقيق لاحقًا. وفي الوقت نفسه، نشر الصليب الأحمر الإندونيسي 50 متطوعًا وأعد ما لا يقل عن 100 كيس جثث لضحايا الحادث. طُلب من أفراد عائلات الضحايا إحضار عينات من الحمض النووي وغيرها من المعلومات السابقة للوفاة إلى وحدة تحديد ضحايا الكوارث في مستشفى كرامات جاتي في جاكرتا. كما وفّرت الإقامة للأقارب من قبل شركة طيران سريويجايا.
في ليلة 9 يناير 2021، انتشلت شريحة طوارئ للطائرة من المياه بالقرب من جزيرة لانتسانغ، جزر الألف. كما انتشل عدة قطع أخرى من الحطام من موقع التحطم، في حين أعاقت الرؤية الضعيفة عملية البحث والإنقاذ.
في 10 يناير 2021، أشرف وزير النقل بودي كاريا سومادي إلى جانب قائد القوات المسلحة الوطنية الإندونيسية هادي تجيجانتو على عملية البحث والإنقاذ على متن سفينة KRI <i id="mw8Q">John Lie</i> 358 . وصرح هادي تجانتو لاحقًا أن الجيش رصد إشارات من الطائرة. أعلنت البحرية الإندونيسية أنه حُدد موقع التحطم. ذكرت القوات المسلحة الإندونيسية أنه سينشر 4 فرق من الغواصين في الموقع، بينما ستنشر البحرية الإندونيسية 150 فردًا وطائرة هليكوبتر إلى موقع التحطم. في الساعة 03:00 بتوقيت غرب إندونيسيا، غطس فريق الغوص من KOPASKA في البحر بحثًا عن بقايا الرحلة. وسرعان ما أرسلت الشرطة الوطنية الإندونيسية طائرة و 4 مروحيات و 8 قوارب و 50 غواصًا إلى موقع التحطم. ونُشر إجمالي 192 فردا من قوة الشرطة للمساعدة في عمليات البحث والإنقاذ. في المجموع، اعتبارًا من 10 يناير، كُلّف أكثر من 10 سفن للبحث عن الطائرة.
أعلنت البحرية الإندونيسية أنه سيستخدم ثلاث طرق مختلفة خلال عملية البحث. كما ستفحص أي تباين في البحر وسيستخدم السونار أيضًا. ذكرت البحرية في وقت لاحق أنه بناءً على النتائج المتعلقة بتباين مياه البحر، اكتشف عدة قطع بالقرب من جزيرة ساوث لاجو. أظهر التباين في مياه البحر أيضًا دليلاً «واضحًا جدًا» على وقود الطائرات.
في الساعة 08:00 بتوقيت غرب إندونيسيا، تسلمت الشرطة كيسًا من أجزاء الجثث؛ نقلت لاحقًا إلى مستشفى كرامات جاتي. كما عثر على المزيد من أجزاء الجثث وسترات نجاة من الطائرة. في وقت لاحق من بعد الظهر، انتشل المزيد من أجزاء الجثث والحطام من موقع التحطم. تمكن رجال الإنقاذ من استعادة سترة نجاة، وقطع من جسم الطائرة وحافة عجلة مدمرة لطائرة بوينج 737. عثر على معظم الحطام على عمق 17-23 مترا.
استردت أجزاء من النظام الهيدروليكي لطائرة بوينج 737-524 ورقم المقاعد وجزء من رمز تسجيل الطائرة من موقع التحطم. يشير الحطام المتناثر والقطع الصغيرة من الحطام إلى تأثير عالي السرعة، وذكرت القوات المسلحة الوطنية الإندونيسية أن التركيز الرئيسي قد تحول الآن إلى العثور على الجسم الرئيسي للطائرة.
في 10 يناير، أُعلن أن السلطات قد حددت إشارة من جهاز إرسال محدد مواقع الطوارئ (ELT) للطائرة. وقالت القوات الجوية الإندونيسية أيضًا إنها رصدت تسربًا للوقود يُشتبه في أنه من الطائرة، ويغطي جزءًا كبيرًا جدًا من البحر جنوب جزيرة لاكي. ومن بين الحطام الذي عُثر عليه، في صباح يوم 10 كانون الثاني (يناير)، كانت هناك أجزاء من عجلات الطائرة، وصفيحة معدنية ممزقة بطلاء أزرق وسراويل أطفال وردية اللون.

## التحقيق
أُخطرت لجنة سلامة النقل الوطنية الإندونيسية على الفور بالحادث، بمساعدة من الوكالة الوطنية للبحث والإنقاذ، وذكرت إن تي إس سي أنه اعتبارًا من 10 يناير، سيبدأ أفراد البحث والإنقاذ في البحث عن مسجلات رحلة الطائرة. أفاد أديتا إيراواتي، المتحدث باسم وزارة النقل الإندونيسية، أنه لُوحظ خلل أثناء الرحلة. غادرت الطائرة مطار سوكارنو هاتا الدولي في جاكرتا وفق إجراءات الإقلاع المعيارية، وسُمح لها بالارتفاع إلى مستوى 29000 قدم، انحرفت الرحلة 182 على الفور عن مسارها إلى الشمال الغربي، سأل المراقب الجوي الطاقم عن المُشكلة، لكن بعد ثوانٍ قليلة اختفت الطائرة من الرادار. صرح مدير شركة سريويجايا إيرلاينز، جيفرسون إيروين جاوينا، إن الطائرة كانت بحالة جيدة قبل إقلاعها وصالحة للطيران.